# Anisobas gusenleitneri
Anisobas gusenleitneri är en stekelart som beskrevs av Heinrich 1980. Anisobas gusenleitneri ingår i släktet Anisobas och familjen brokparasitsteklar. Inga underarter finns listade i Catalogue of Life.